# الدوري الأمريكي لكرة السلة للمحترفين 1956–57
الدوري الأمريكي لكرة السلة للمحترفين 1956–57 (بالإنجليزية: 1956–57 NBA season)‏ هو موسم من الرابطة الوطنية لكرة السلة. أقيم خلال الفترة 27 أكتوبر 1956 وحتى 13 أبريل 1957، وأشرف على تنظيمه الرابطة الوطنية لكرة السلة، وفاز فيه بوسطن سيلتكس.